# Gymnasium bei St. Stephan (Augsburg)
Das Gymnasium bei St. Stephan im Augsburger Stadtbezirk Bleich und Pfärrle wurde 1828 gegründet und besitzt einen humanistischen, musischen sowie naturwissenschaftlich-technologischen Zweig.

## Geschichte

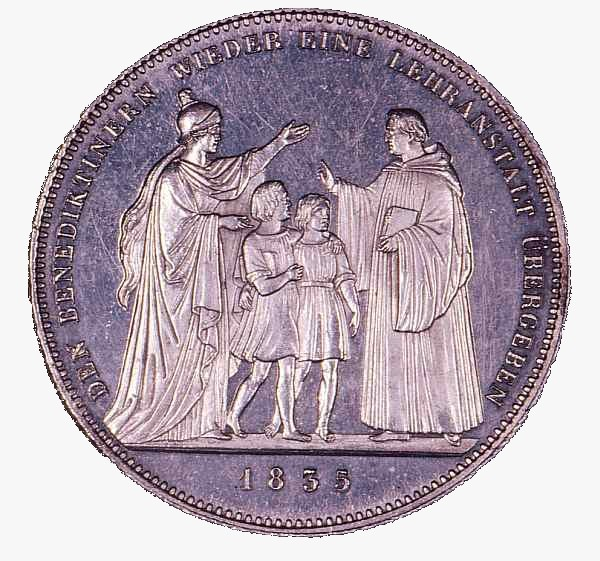
Gedenkmünze (Geschichtstaler) anlässlich der Übergabe der Studienanstalt an die neu errichtete Abtei Sankt Stephan im Jahre 1835: Bavaria führt einem Benediktiner zwei Knaben zu.

Das ehemals römisch-katholische Gymnasium wurde 1828 von König Ludwig I. gegründet und trat in die direkte Nachfolge des von 1582 bis 1807 bestehenden Jesuitenkollegs St. Salvator. Der König übergab die Schule 1835 der speziell dafür errichteten Benediktinerabtei St. Stephan. So wurde diese gemeinsam mit dem bayerischen Staat Sachaufwandsträger einer staatlichen Schule – eine einzigartige, historisch gewachsene Konstellation, bis heute Ursache manchen Missverständnisses hinsichtlich der rechtlichen Stellung der Schule: Das Gymnasium wurde rechtlich als Schule sui generis (eigener Art) definiert.
Anfang der 1990er Jahre war St. Stephan das letzte reine Jungengymnasium in Bayern, obwohl schon seit 1978 einzelne Mädchen des benachbarten Maria-Ward-Gymnasiums zu den Kursen der Kollegstufe zugelassen waren. Bis Ende des Jahrzehnts wurden dann Mädchen auch regulär eingeschult.
Seit dem Jahr 2000 liegt die Sachaufwandsträgerschaft bei der Stadt Augsburg als der zuständigen Kommune, wie es das Bayerische Schulfinanzierungsgesetz für staatliche Schulen grundsätzlich vorsieht. Nach wie vor sind Benediktiner von St. Stephan als Lehrkräfte an der Schule tätig und stellen ein Mitglied der Schulleitung.
Die legitime Fortführung der Schultradition des Jesuitenkollegs St. Salvator zeigt sich im Nutzungsrecht des Gymnasiums am Kleinen Goldenen Saal, dem einzigen erhaltenen Gebäudeteil des früheren Kollegs. Alljährlich finden hier unter anderem die Konzerte der Schule zu Ehren der heiligen Cäcilia von Rom statt, bei denen Schülerinnen und Schüler als Solistinnen und Solisten sowie in Ensembles (beispielsweise Chor, verschiedene Orchester, Big-Bands) auftreten. Auch die jährliche Verleihung der Abiturzeugnisse wird als Festakt im Kleinen Goldenen Saal vorgenommen.

## Organisation
Das Gymnasium bei St. Stephan besitzt drei Zweige:
- den Humanistischen Zweig mit den Fremdsprachen Latein, Englisch und Alt-Griechisch;
- den Musischen Zweig mit den Fremdsprachen Latein und Englisch sowie Musik als Kernfach ab Jahrgangsstufe 5;
- der Naturwissenschaftlich-technologische Zweig (Fremdsprachen Latein und Englisch) wurde zum Schuljahr 2024/25 angegliedert.[4]

- Seit dem Schuljahr 2009/2010 gibt es an der Schule Förderklassen für hochbegabte Kinder und Jugendliche. Im Jahr 2016 wurde die Schule vom Bayerischen Staatsministerium für Unterricht und Kultus zum „Kompetenzzentrum für Begabtenförderung“ ernannt.

## Bekannte Schüler
- Franz Xaver Seelos (1819–1867), absolviert (Abiturjahrgang) 1839, Redemptoristen-Missionar; im Jahr 2000 seliggesprochen
- Willibald Apollinar Maier (1823–1874), katholischer Theologe und Publizist
- Theodor Wiedemann (1823–1901), abs. 1843, Theologe, Historiker und Redakteur
- Alois von Schmid (1825–1910), abs. 1844, Theologe und Philosoph
- Franz Leopold von Leonrod (1827–1905), bis 1839, abs. 1846 in Eichstätt, Bischof von Eichstätt
- Edmund Behringer (1828–1900), bis 1843, abs. 1847 in Kempten, Lehrer und Schriftsteller
- Ludwig von Fischer (1832–1900), abs. 1850, Politiker und Bürgermeister von Augsburg von 1866 bis 1890
- Johann Michael Raich (1832–1907), Mainzer Domdekan und Publizist
- Eugen Gebele (1836–1903), Abtpräses der Bayerischen Benediktinerkongregation
- Jakob Bäurle (1838–1901), katholischer Geistlicher und Mitglied des Deutschen Reichstages
- Maximilian von Lingg (1842–1930), Bischof von Augsburg
- Ritter Gottfried von Böhm (1845–1926), bayrischer Diplomat und Dichter
- Sigmund von Pfetten-Arnbach (1847–1931), Gutsbesitzer, Jurist und Mitglied des Deutschen Reichstages
- Georg von Vollmar (1850–1922), erster Vorsitzender der bayerischen SPD
- Rudolf Müller (1854–1912), Verwaltungsjurist
- Klemens von Thünefeld (1855–1913), Gutsbesitzer und Mitglied des Deutschen Reichstages
- Félix José de Augusta (1860–1935), Chirurg, Missionar und Sprachforscher
- Max Hofmann (1861–1931), oberbayerischer Mundartdichter
- Max von Pfetten (1861–1929), Gutsbesitzer und Mitglied des Deutschen Reichstages
- Kaspar Deutschenbaur (1864–1950), Oberbürgermeister von Augsburg von 1919 bis 1929
- Oskar Freiherr Lochner von Hüttenbach (1868–1920), abs. 1887, Lokalhistoriker und Schriftsteller
- Franz Schweyer (1868–1935), Jurist, Verwaltungsbeamter und Politiker (BVP), Bayerischer Innenminister von 1921 bis 1924
- Wilhelm Donaubauer (1866–1949), Architekt und Künstler
- Ludwig Seitz (1872–1961), Gynäkologe
- Friedrich Thoma (1873–nach 1934), Jurist und Mitglied des Deutschen Reichstages
- Andreas Bigelmair (1873–1962), Theologe
- Gustav Böhm (1874–1944), Jurist und Schriftsteller
- Ludwig Curtius (1874–1954), Archäologe
- Pius Dirr (1875–1943), bayerischer Landtagsabgeordneter, Leiter des Münchener Stadtarchivs
- Heinrich Vogt (1875–1957), Neurologe und Psychiater
- Alban Haas (1877–1968), abs. 1896, katholischer Priester, Kirchenhistoriker und Buchautor
- Peter Dörfler (1878–1955), katholischer Priester, Erzieher und Dichter
- Eduard Hamm (1879–1944), Jurist und Politiker der DDP
- Maximilian Vicari (1880–1955), Bauingenieur und Baubeamter
- Ernst Recht (1881–1971), Verwaltungsjurist, Oberregierungsrat, Leiter des Bezirksamtes Augsburg von 1931 bis 1934
- Gusso Reuss (1885–1962), Chemiker, Glasurforscher und Keramiker
- Athanasius Merkle (1888–1980), Gründer und 1. Abt der Zisterzienserabtei Itaporanga, Brasilien
- Klaus Müller (1892–1980), abs. 1911, Oberbürgermeister von Augsburg
- Georg Weber (1892–1964), Oberbürgermeister von Ingolstadt
- Georg Ernst (1900–1990), Internist
- Werner Egk (1901–1983), abs. 1920, Komponist
- Karl Hummel (1902–1987), abs. 1921, Pharmazeutischer Botaniker
- Ludwig Schneider (1902–1944), Reichstagsabgeordneter der NSDAP
- Karl Lorenz Kunz (1905–1971), Maler
- Alois Strohmayr (1908–1993), Architekt und Politiker
- Max Ulrich Graf von Drechsel (1911–1944), Hauptmann und ermordeter Widerstandskämpfer vom 20. Juli 1944
- Friedrich Georg Friedmann (1912–2008), abs. 1931, Hochschullehrer und bedeutender Vertreter des Dialogs zwischen Juden und Christen in Deutschland
- Rudolf Schmid (1914–2012), abs. 1933, Weihbischof von Augsburg
- Georg Haindl (1914–1970), abs. 1934, Unternehmer
- Ambros Rueß (1916–2009), abs. 1935, Abt und Biologe
- Klaus Hellmann (1919–2001), Internist und ärztlicher Standespolitiker
- Theodor Mathieu (1919–1995), Oberbürgermeister von Bamberg von 1958 bis 1982
- Theodor Wohnhaas (1922–2009), Musikwissenschaftler und Organologe
- Pankraz Fried (1931–2013), abs. 1951, Historiker
- Franz Mayinger (1931–2021), Thermodynamiker
- Franz Bernhard Weißhaar (* 1933), abs. 1952, Professor an der Akademie der Bildenden Künste München
- Josef Grünwald (* 1936), abs. 1954, Weihbischof von Augsburg
- Wilfried Hiller (* 1941), Komponist
- Hermann J. Kienast (1943–2022), Bauforscher
- Klaus Zöttl (* 1943), Künstler
- Friedrich Karl Hertle (* 1944), abs. 1963, Politiker und ehemaliger Abgeordneter des hessischen Landtages
- Werner Kremp (1945–2016), Politikwissenschaftler und Gründungsdirektor der Atlantischen Akademie Rheinland-Pfalz
- Florian Schuller (* 1946), abs. 1966, Direktor der Katholischen Akademie in Bayern
- Franz-Christoph Zeitler (* 1948), abs. 1967, Jurist, Steuerexperte, Vizepräsident der Deutschen Bundesbank und Vertreter des Präsidenten im EZB-Rat
- Robert J. Koehler (1949–2015), Vorstandsmitglied Hoechst AG, Vorstandsvorsitzender SGL Carbon
- Michael Lerchenberg (* 1953), Schauspieler, Regisseur, Drehbuchautor, Autor und Intendant
- Christian Ruck (* 1954), 1990 bis 2013 Mitglied des Deutschen Bundestages
- Helmut Ulrich (* 1956), Maler, Künstler und Bildhauer
- Peter Bergmair (* 1955), Politiker
- Uto J. Meier (* 1955), abs. 1975, römisch-katholischer Theologe und Hochschullehrer
- Günther Zupanc (* 1958), abs. 1978, Neurobiologe, Hochschullehrer und Bildungsreformer
- Theodor Hausmann (* 1963), abs. 1983, Abt
- Markus Ferber (* 1965), abs. 1984, Abgeordneter der CSU im Europäischen Parlament
- Ulf von Rauchhaupt (* 1964), abs. 1985, Wissenschaftsjournalist
- Andreas Mühlberger (* 1970), abs. 1990, Psychotherapeut und Hochschullehrer
- Volker Nickel (* 1970), abs. 1990, Komponist
- Martin Sailer (* 1970), abs. 1990, Landrat des Landkreises Augsburg
- Boris Reitschuster (* 1971), abs. 1990, Journalist und Buchautor
- Rainer Maria Jilg (* 1978), Journalist und Fernsehmoderator
- Benjamin Greb (* 1980), Musiker
- Benedikt Lika (* 1982), abs. 2003, Dirigent, Jungpolitiker, Inklusionsaktivist
- Andreas Bourani (* 1983), Musiker
- Maximilian Hornung (* 1986), Musiker
- Vladimir Korneev (* 1987), abs. 2007, Schauspieler
- Konstantin Lukinov (* 1989), Pianist

## Bekannte Lehrer
- Johann Michael Claudius Keller (1800–1865), Musiklehrer
- Karl Kempter (1819–1871), Musiklehrer
- Eugen Gebele (1836–1903), Geographie-, Geschichts- und Philosophielehrer
- Ambros Rueß (1916–2009), Biologie- und Geographielehrer
- Emmeram Kränkl (* 1942), Altabt und ehemaliger Abtpräses der Bayerischen Benediktinerkongregation, Lehrer bis 2006
- Theodor Hausmann (* 1963), Abt, Geschichts- und Religionslehrer seit 1990
- Dirk-Michael Kirsch (* 1965), Musiklehrer und Komponist